# Maria de Souza
Maria Aparecida de Souza de Lima (ur. 5 września 1971 w São José dos Quatro Marcos) – brazylijska lekkoatletka, skoczkini w dal i trójskoczkini, wielokrotna medalistka mistrzostw Ameryki Południowej i mistrzostw ibero-amerykańskich, uczestniczka igrzysk olimpijskich w Atlancie.

## Kariera
W 1990 roku startowała na mistrzostwach Ameryki Południowej do lat 20, na których zdobyła złoty medal w skoku w dal. Była też uczestniczką mistrzostw świata juniorów, podczas których wystąpiła w zawodach w konkurencji skoku w dal i zakończyła je w fazie eliminacji. W 1993 roku w konkurencji skoku w dal oraz trójskoku sięgnęła po srebrne medale seniorskich mistrzostw Ameryki Południowej, rok później zaś została brązową medalistką mistrzostw ibero-amerykańskich w Mar del Plata.
W czasie rozgrywanych w Atlancie igrzysk olimpijskich wystąpiła jedynie w konkurencji trójskoku. Odpadła w eliminacjach, uzyskując wynik 13,38 m plasujący zawodniczkę na 9. miejscu w grupie.
W 1997 roku wystąpiła w mistrzostwach świata rozgrywanych zarówno w hali, jak i  na stadionie. Na obu imprezach reprezentowała swój kraj w konkurencji trójskoku, ale w żadnym z występów nie udało się jej przebrnąć przez eliminacje.
W latach 1993–1998 zdobyła osiem tytułów mistrzyni kraju – cztery złote medale wywalczyła w skoku w dal, cztery pozostałe zaś w trójskoku.

## Rekordy życiowe
Rekord życiowy zawodniczki w skoku w dal to 6,63 m i został ustanowiony 27 czerwca 1998 roku w São Caetano do Sul. Natomiast rekord życiowy w trójskoku to 13,94 m, który Brazylijka ustanowiła 21 czerwca 1997 roku w Americana.